# Cenzura v Severní Koreji
Cenzura v Severní Koreji je zásluhou autoritářského režimu jednou z nejpřísnějších na světě. Pomocí ní je v Severní Koreji úspěšně vedena politická propaganda. Podle žebříčku Reportéři bez hranic z roku 2024 se Severní Korea umisťuje na spodních příčkách, konkrétně na 177. místě ze 180. Došlo k posunu, když se Severní Korea zlepšila ze 180. místa (žebříček 2023) na současné 177. místo (žebříček 2024).

## Fungování cenzury
Veškeré sdílené informace jsou kontrolovány vládnoucí Stranou práce, kterou nyní vede Kim Čong-un. Většinou jediným zdrojem informací, který se Severokorejcům dostává, je Korejská centrální zpravodajská agentura, která se snaží budovat kult osobnosti všech Kimů a využívat propagandu, především proti Spojeným státům americkým a jejich spojencům. Cenzura je zaměřena proti všem technologiím s možností šíření informací.
Cenzura funguje jako prostředek k udržení poslušnosti obyvatel vůči režimu, čemuž třístupňový systém režimu ke kontrole obyvatelstva na ideologické, fyzické a institucionální úrovni. A tak Korejci musí dodržovat všechny tyto aspekty, aby se vyhnuli vězení.

## Cenzura rozhlasu a televize
Mezi největší patří využití cenzury v televizi a v rozhlasovém vysílání. Rádia a televize jsou nastaveny tak, aby mohly být naladěny pouze na frekvence, které jsou schváleny vládou. Jakákoli manipulace s laděním je trestána vysokými tresty. Tato tvrdá pravidla platí pro většinu obyvatel Severní Koreje, výjimku mají pouze vybraní lidé, většinou z vládnoucích kruhů.
Pokud jde o cenzuru obsahu, tak se ke Korejcům dostává pouze vybraný obsah, většinou jen korejské produkce. Mezi příklady cenzury patří i případ, kdy se ke Korejcům dostal britský pořad pro zahrádkaře, kde musely být cenzurovány džíny moderátora. Podle režimu džíny propagují americký imperialismus.
Mezi další případy cenzury patří i příběh z Mistrovství světa ve fotbale 2010, ve kterém Korejci odehráli svá utkání ve skupině. Obvykle tato utkání korejská televize přenášela z upraveného záznamu, ale souboj s Portugalskem byl přenášen naživo, přičemž Korejci tento zápas prohráli 7:0. 

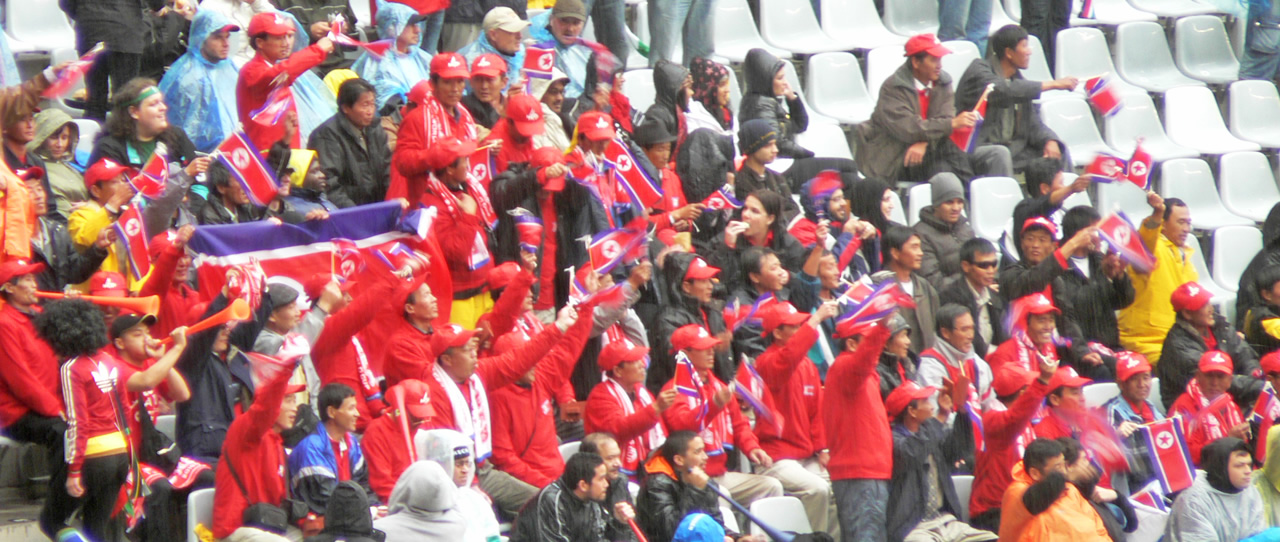
Fanoušci Severní Koreje na Mistrovství světa ve fotbale 2010

Televize přenášela zápas pouze do stavu 4:0, poté oznámila konec utkání. Z tohoto důvodu televize vyhlásila jako vítěze celého mistrovství Portugalce, nikoliv pravé vítěze Španěly. Bylo to ze dvou důvodů. Prvním bylo to, že Korejce mohla porazit jenom ta nejlepší reprezentace na světě. A druhý důvod spočíval v oblíbenosti Cristiana Ronalda u korejských fanoušků.
Další věc, kterou chce severokorejská vláda omezit, je sledování amerických nebo jihokorejských filmů nebo poslouchání písniček. Jihokorejské filmy nebo písničky patří k jednomu z nejhorších přestupků v Severní Koreji (hrozí i trest smrti), na rozdíl od amerických, kde se vám „poštěstí", můžete za drobný úplatek vyváznout s pokutou. Poslední dobou už se nešíří jenom pomocí DVD a CD, ale i pomoci USB flash disku.
Severní Korea se také snaží rušit rádiový signál, aby se občanům nedostávaly informace z Jižní Koreji nebo jiných protirežimních stanic (např. Free North Korea Radio).

## Žurnalistika
Severní Korea se umisťuje pravidelně na posledních příčkách v žebříčcích Reportérů bez hranic. Svobodně psát novináři nemohou, veškeré články musí projít kontrolou. Musí vycházet pochvalné články o režimu nebo armádě. Článek 67 severokorejské ústavy sice má zajišťovat svobodu tisku, ale to se nedodržuje. V případě kritiky vůči režimu jsou trestáni, dokonce i popravováni. V některých případech už Severní Korea začala trestat i zahraniční novináře v nepřítomnosti.

## Cenzura internetu
Většina obyvatel Severní Koreji nemá přístup k internetu. Někteří z nich mají alespoň přístup ke korejskému intranetu – Kwangmyong, z velké většiny se jedná o příslušníky armády, úředníky a studenty. Veřejné počítače jsou většinou umístěny na univerzitách nebo v internetových kavárnách (většina v Pchjongjangu). Kwangmyong je k dispozici pouze v Severní Koreji a je zde podroben kontrolám ze stranu režimu, jestli se uživatelé nesnaží dostat na globální internet. Severní Korea využívá u svých webových stránek doménu .kp. V roce 2016 se dostal na veřejnost seznam severokorejských webů (které vedou k internetu), kterých je pravděpodobně 28, ale pravděpodobný počet webových stránek na intranetu je mezi 1000–5500. Mezi ně patří weby o vaření, sportu, propagandě a mnoho dalších. Přístup ke globálnímu internetu znovu má jen hrstka vybraných občanů, většinou z okolí Kim Čong-Una. Ti mohli navštěvovat všechny západní stránky nebo dokonce hrát i hry. Většina počítačů funguje na operačním systému Red Star OS, který je založený na Linuxu a jednotlivé verze kopírují OS Windows nebo MacOS.